# Берґенгейм Едвард Фердинанд
Детальніші відомості про завод ви можете знайти в статті Завод керамічних і теракотових виробів барона Берґенгейма.
Берґенгейм Едвард Фердинанд, барон (швед. Edward Ferdinand Bergenheim, у російському написанні Едуард Едуардович Бергенгейм, 29 січня 1844, Або, Фінляндія — 28 березня 1893, Харків) — харківський промисловець шведського походження. Творець Харківського заводу з виробництва теракотових і керамічних виробів, першого на підконтрольній Російській імперії території України. З 1879 року — барон Великого князівства Фінляндського.

## Біографія

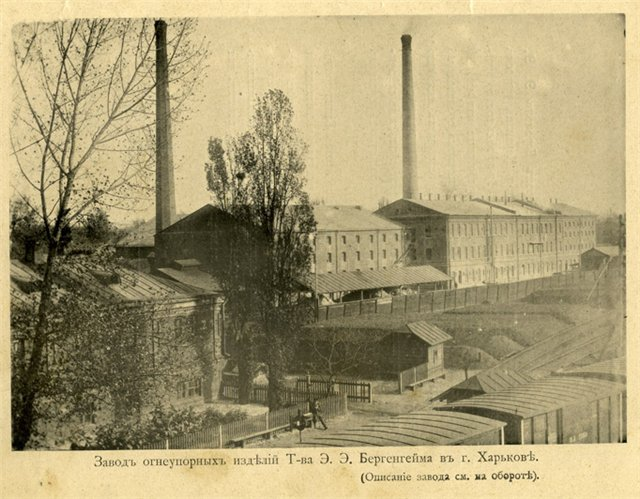
Листівка з видом Заводу барона Берґенгейна

Народився Едвард Фердинанд 29 січня 1844 року, в місті Або (Велике князівство Фінляндське) в сім'ї архієпископа Або Едварда Берґенгейма (1798—1884), голови євангелично-лютеранської церкви Фінляндії у 1850—1884 роках та Олександрини Берґенгейм (Брюн). У червні 1863 року закінчив з відзнакою Фінляндський кадетський корпус в Фрідріхсгамі (нині Гаміна). 1869 року пройшов повний курс, з додатковим відділенням, інженерної академії.
У 1870 році вступив до Товариства Курсько-Харківсько-Азовської залізниці. А вже 1876 року заснував у Харкові завод барона Берґенгейма, що виробляв керамічні плитки й кахлі, а також вогнетривку цеглу.
17 березня 1878 року Едвард Фердинанд Берґенгейм одружився з Емілією Елізабет Екестуббе. У родині було двоє дітей Аксель Едвард Емануель (1885—1920, у російському написанні Олексій Едуардович) і Дорді Елізабет Аделаїда (1893—1975, у російському написанні Доротея Едуардівна, шлюбне прізвище — Сундблом). Дочка народила йому онуків Гільдегард Сванбет, Бриту Петерсон, Марту Фірвал та Дан Санднблом. Імператорським указом, від 1(13) квітня 1879 року син архієпископа Абоського — інженер-капітан Едуард-Фердинанд Едуардович Берґенгейм зведений, з низхідним його потомством, в баронську гідність Великого Князівства Фінляндського. Його рід внесений, в 1888 році, в матрикул Лицарського Дому Великого Князівства Фінляндського, в число родів баронських, № 54.
У 1882 році був зачислений у запас по інженерному корпусу і направлений виконавцем робіт на будівництво Кренчуцько-Роменської залізниці. У 1887⁣ — ⁣1891 році Едвард Фердинанд Берґенгейм був гласним Харківської міської думи. 11 лютого 1891 року його було звільнено з запасу армії у чині генерал-майора з мундиром і пенсією.
Едвард Фердинанд Берґенгейм помер у Харкові 28 березня 1893 року. Прах перевезено до його рідного міста Турку, де поховано на міському кладовищі.

## Особисте життя
Професор Харківського університету Г. І. Лагермарк, який близько знав Берґенгейма згадував:
| | \| У приватному своєму житті Е.Берґенгейм був людиною надзвичайно простою, ввічливою і м'якою. Але це йому анітрохи не заважало бути твердим, навіть затятим в тому, що він вважав обов'язком або питанням честі. Його м'якість і справедливість зробили його щиро улюбленим всіма працівниками на заводі, а його невтомна увага до справи і чудова працьовитість викликали загальне здивування... \| |
| У приватному своєму житті Е.Берґенгейм був людиною надзвичайно простою, ввічливою і м'якою. Але це йому анітрохи не заважало бути твердим, навіть затятим в тому, що він вважав обов'язком або питанням честі. Його м'якість і справедливість зробили його щиро улюбленим всіма працівниками на заводі, а його невтомна увага до справи і чудова працьовитість викликали загальне здивування... | |

У 1887 році до Берґенгейма, у Харків, приїхав його племінник Карл Густав Маннергейм, майбутній, російський та фінський генерал, маршал, президент Фінляндії, «батько сучасної Фінляндії». У зв'язку з вступом до Миколаївського кавалерійського училища, йому було потрібно добре знання російської мови. Берґенгейм підшукав йому вчителя, імперського ротмістра Сухіна, який вчив юного Карла Густава російській мові, а також показав життя армійського офіцера в Російській армії. Цей період чітко відображено в мемуарах Маннергейма, а також висвітлено його біографами.
| | \| Для ще глибшого вивчення мови я вирушив влітку 1887 року до одного з родичів, капітана і інженера Е. Ф. Берґенгейма, який займав велику посаду на великому промисловому підприємстві в Харкові, величезному економічному центрі України. Моїм близьким другом і хорошим вчителем став один з козаків-кавалеристів - вельми освічена людина, яка пройшла військове навчання в Петербурзі. Саме його стараннями вже восени я говорив по-російськи досить добре. Але все ж російську мову спочатку давався мені важко. \| Оригінальний текст (рос.) Для более глубокого изучения языка я отправился летом 1887 года к одному из родственников, капитану и инженеру Э. Ф. Бергенгейму, который занимал большую должность на крупном промышленном предприятии в Харькове, огромном экономическом центре Украины. Моим сердечным другом и хорошим учителем стал один из казаков-кавалеристов — весьма образованный человек, прошедший военное обучение в Петербурге. Именно его стараниями уже осенью я говорил по-русски достаточно хорошо. Но всё же русский язык поначалу давался мне тяжело. |
| Для ще глибшого вивчення мови я вирушив влітку 1887 року до одного з родичів, капітана і інженера Е. Ф. Берґенгейма, який займав велику посаду на великому промисловому підприємстві в Харкові, величезному економічному центрі України. Моїм близьким другом і хорошим вчителем став один з козаків-кавалеристів - вельми освічена людина, яка пройшла військове навчання в Петербурзі. Саме його стараннями вже восени я говорив по-російськи досить добре. Але все ж російську мову спочатку давався мені важко. | |

## Завод керамічних виробів

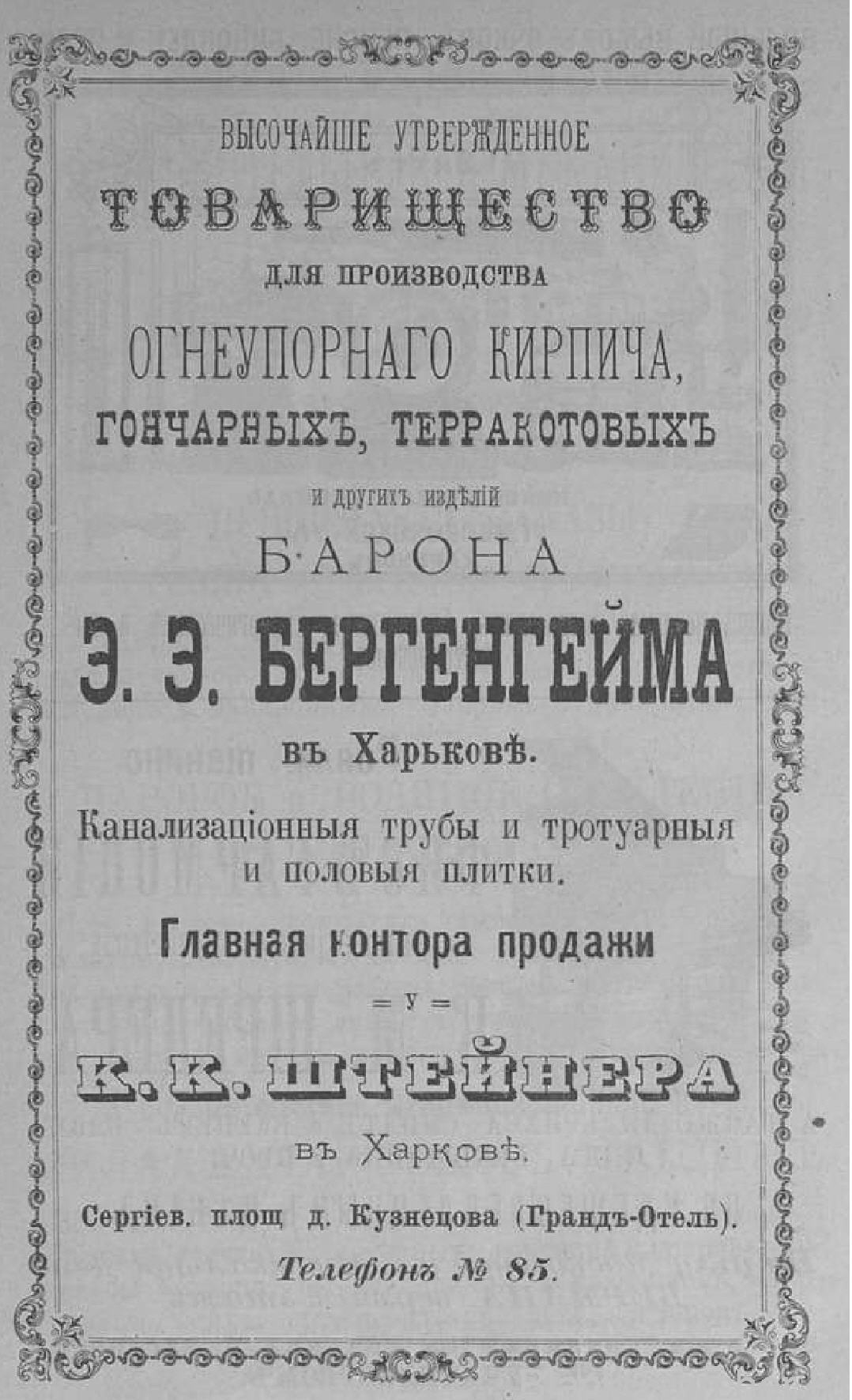
Реклама Товариства Берґенгейма. (1892 рік)

Ще працюючи на будівництві залізниці на території Харківської губернії, Берґенгейм мав можливість, ознайомитись з багатими покладами глини Донбасу. У 1876 році Берґенгейм почав будівництво в районі Залопань у Харкові заводу з виробництва теракотових та інших глиняних виробів, це підприємство було першим таким виробництвом на підконтрольній Російській імперії території України й одним з найбільших у всій імперії. З 1887 року, було освоєно виробництво керамічних каналізаційних труб, а з 1892 — вогне- та кислототривких плиток для підлог та тротуарів. 16 січня 1891 року створено «Товариство з виробництва вогнетривкої цегли, гончарних виробів барона Е. Е. Берґенгейма», зі статутним капіталом 500 000 карбованців. З 1893 року припинено виробництво пічних кахлів та черепиці. 16 червня 1903 року на заводі сталася сильна пожежа. У 1909 році «Товариство Е. Е. Берґенгейма» мало капітал який оцінювався у 152 400 карбованців. Правління Товариства розташовувалося у власному прибутковому будинку за адресою вулиця Малопанасівська, 35 (сучасна вулиця Мала Панасівська). Його звели у 1910-х роках, ймовірно, за проєктом Віктора Величка. Частина будівель заводу вціліла, деякі з них перебудовані у радянські роки, а що вціліли, нині демонтуються. Будинок товариства зберігся разом з оригінальними воротами, але не є пам'яткою архітектури чи історії. Нині в ньому розміщується Дорожня клінічна лікарня Південної залізниці, а саму споруду часто називають «Будинок Берґенгейма».
У Харкові продукція заводу використовувалася при будівництві більшости будівель, наприклад, плиткою досі оздоблені підлоги Благовіщенського собору, Казанської церкви (Лиса Гора), Іоано-Усікновенського храму, Гольбергівської церкви викладені плиткою Берґенгейма. Так само вироби заводу барона Берґенгейма, використовувалися при будівництві багатьох приватних будинків Харкова. Вироби Берґенгейма крім Харкова були знамениті по всій імперії, вони застосовувалися при будівництві таких будинків як Лівадійський палац (Лівадія), «Будинок із химерами» (Київ), залізничні вокзали в Москві. Так само безліч особняків, прибуткових та казених будівель по всій території Російської імперії облицьовані плиткою зі штампами «барон Берґенгейм».
За радянських часів завод було націоналізовано. Він отримав назву «Керамічний завод 8-ї річниці Жовтня». У Харкові в 2003 році створено Музей керамічної плитки та сантехніки в якому представлена велика експозиція продукції заводу Берґенгейма, в тому числі коврово-візерункових покриттів для підлоги, плит для мощення тротуарів, вогнетривкої цегли. На фасаді будинку на вулиці Майка Йогансена, 12 під охоронною табличкою вмонтовано плитку з клеймом заводу.
Навесні 2024 року розпочато демонтаж будівель заводу, зведених у 1890 році за проєктом Едварда Фердинанда Берґенгейма. У червні того ж року почато підготовку документації щодо надання будівлям охоронного статусу. 13 березня 2025 року частково розібрані будівлі включені до переліку щойно виявлених об'єктів нерухомої культурної спадщини України.

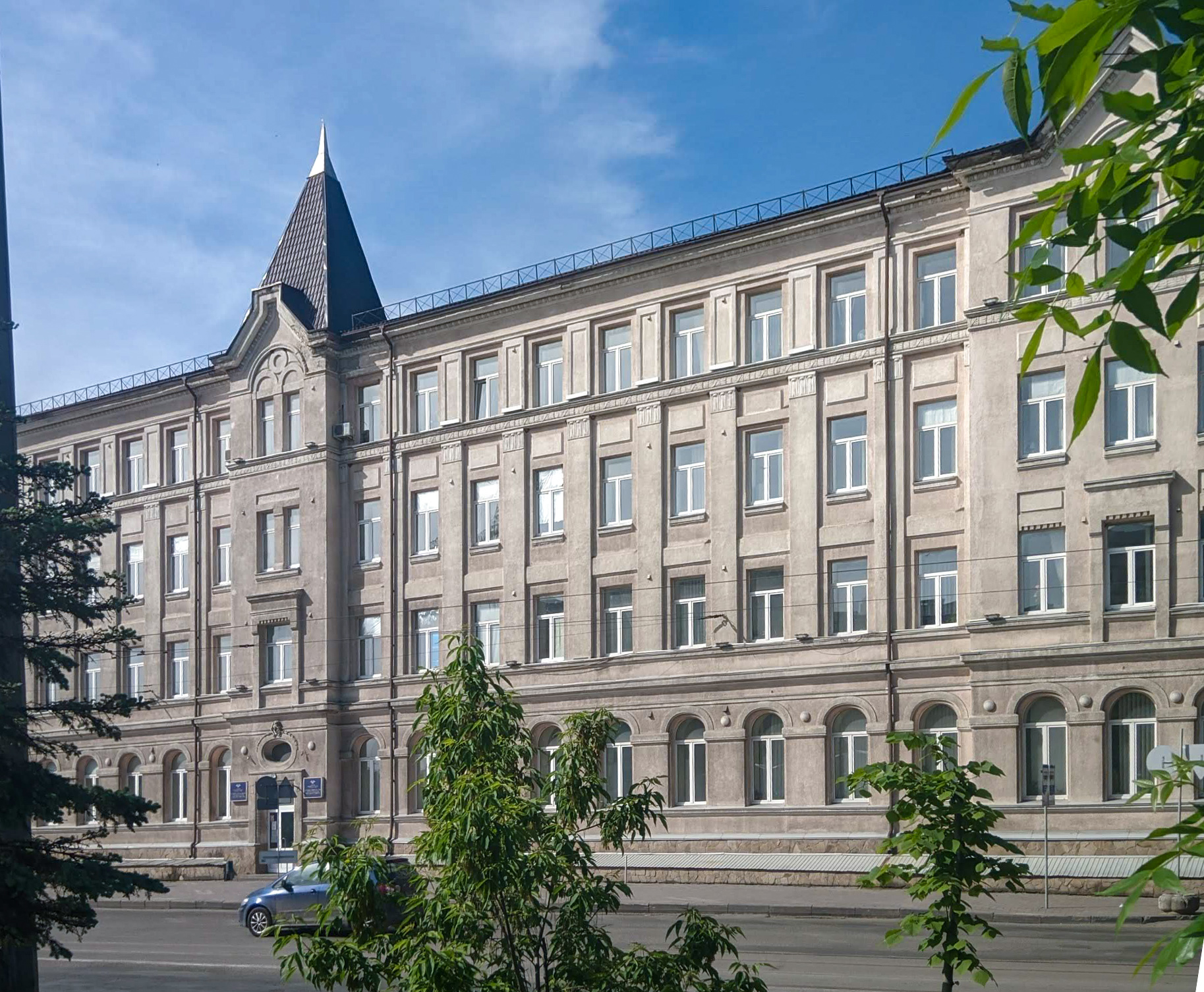
Прибутковий будинок заводу Берґенгейма на вулиці Малій Панасівській у Харкові
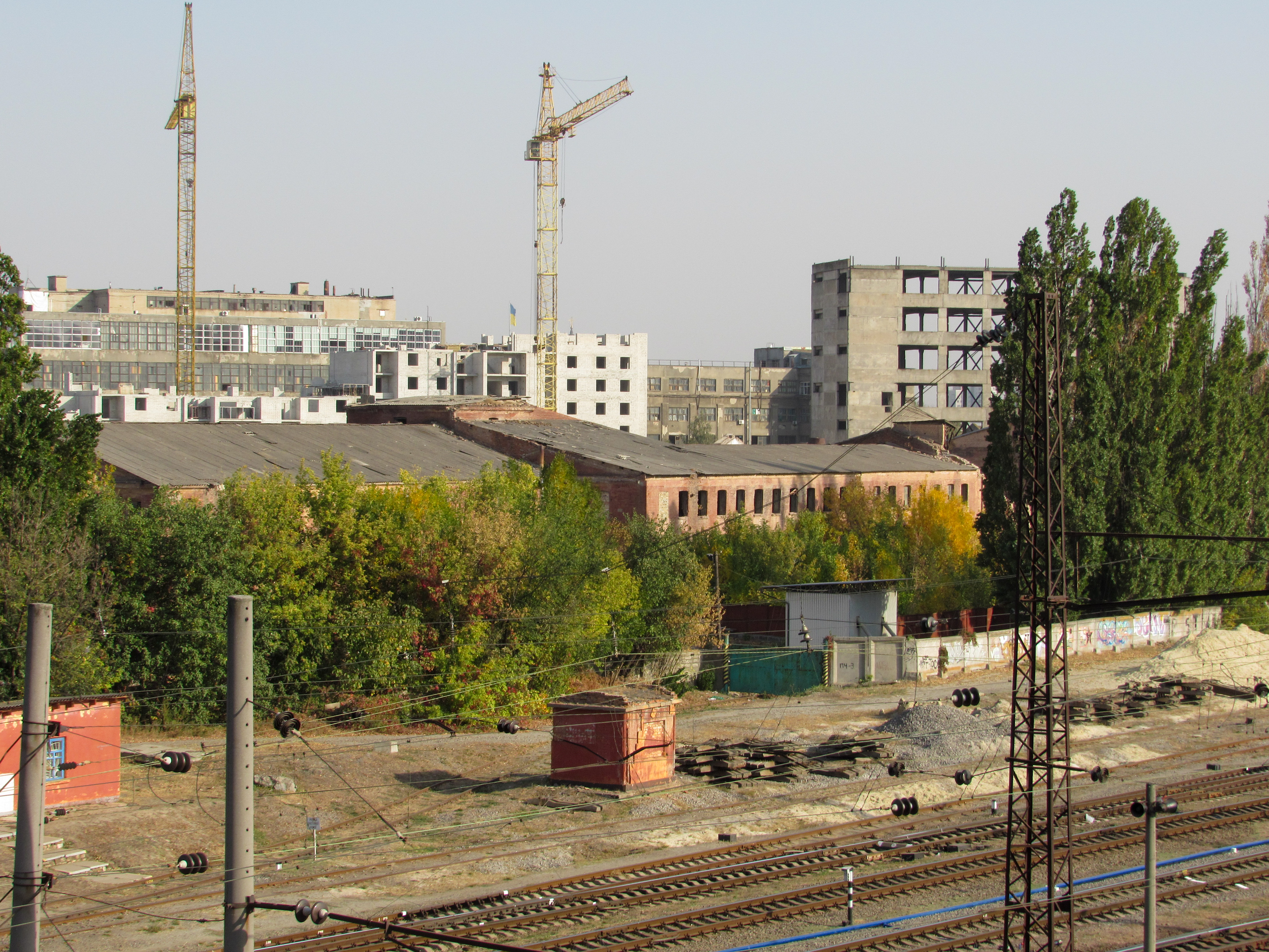
Будівлі заводу барона Берґенгейма
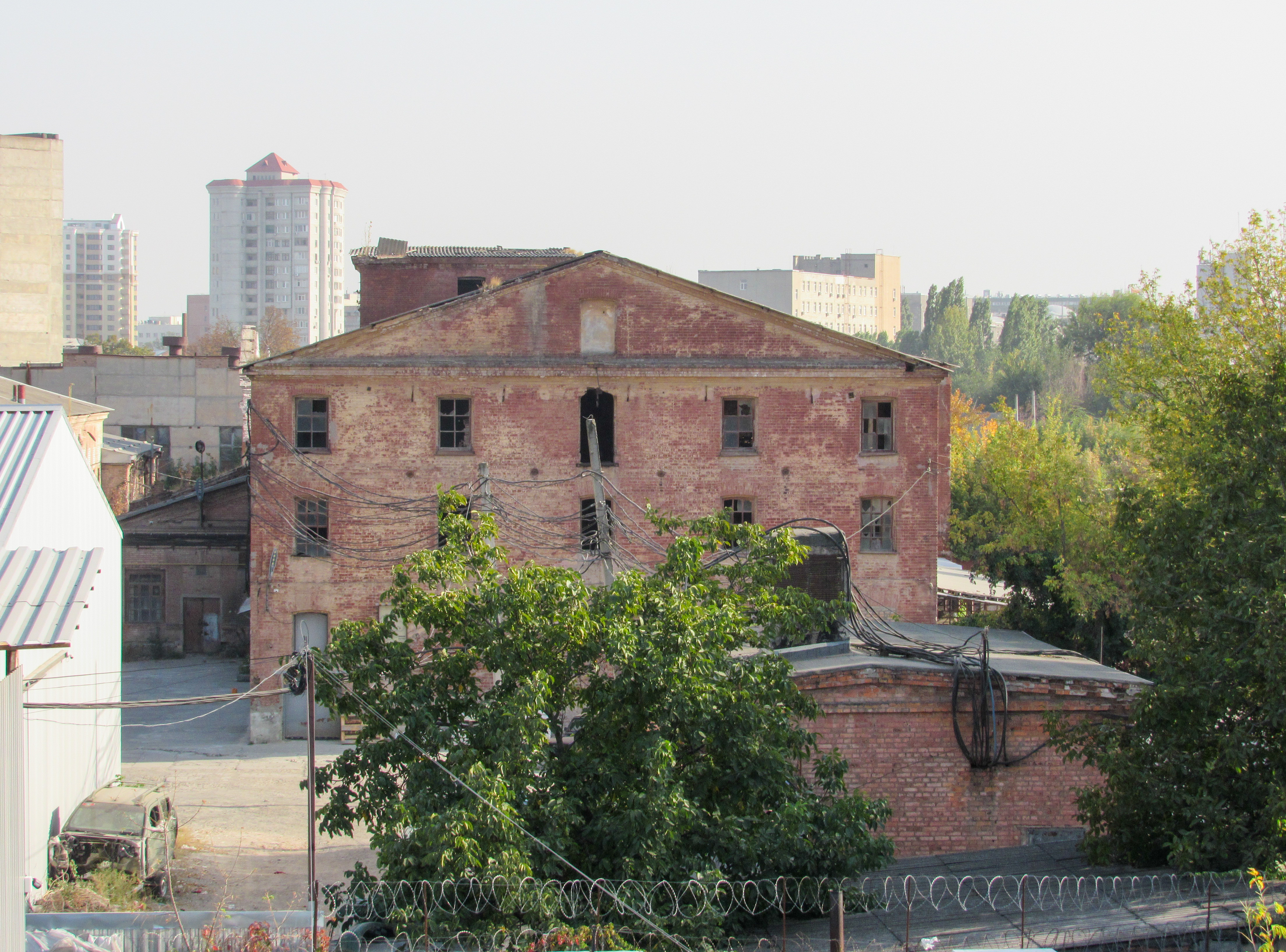
Будівлі заводу барона Берґенгейма
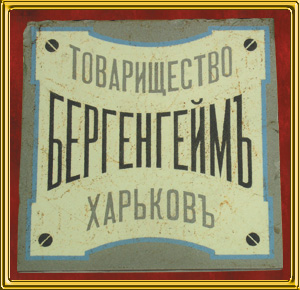
Плитка з емблемою Товариства Берґенгейма
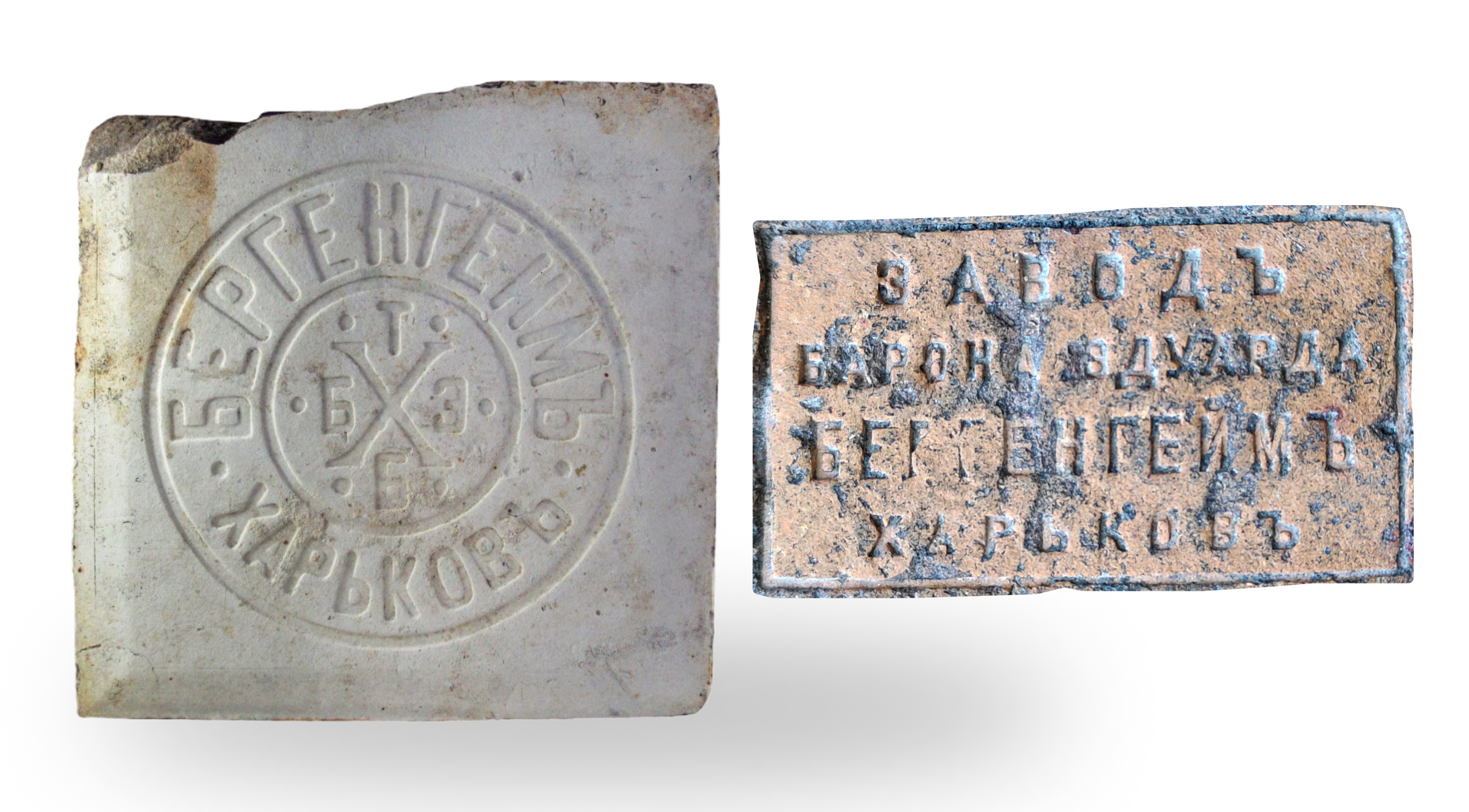
Клейма товариства Берґенгейма (ліворуч, між 1891 та 1917 рр.) і заводу Берґенгейма (праворуч, до 1891 року)
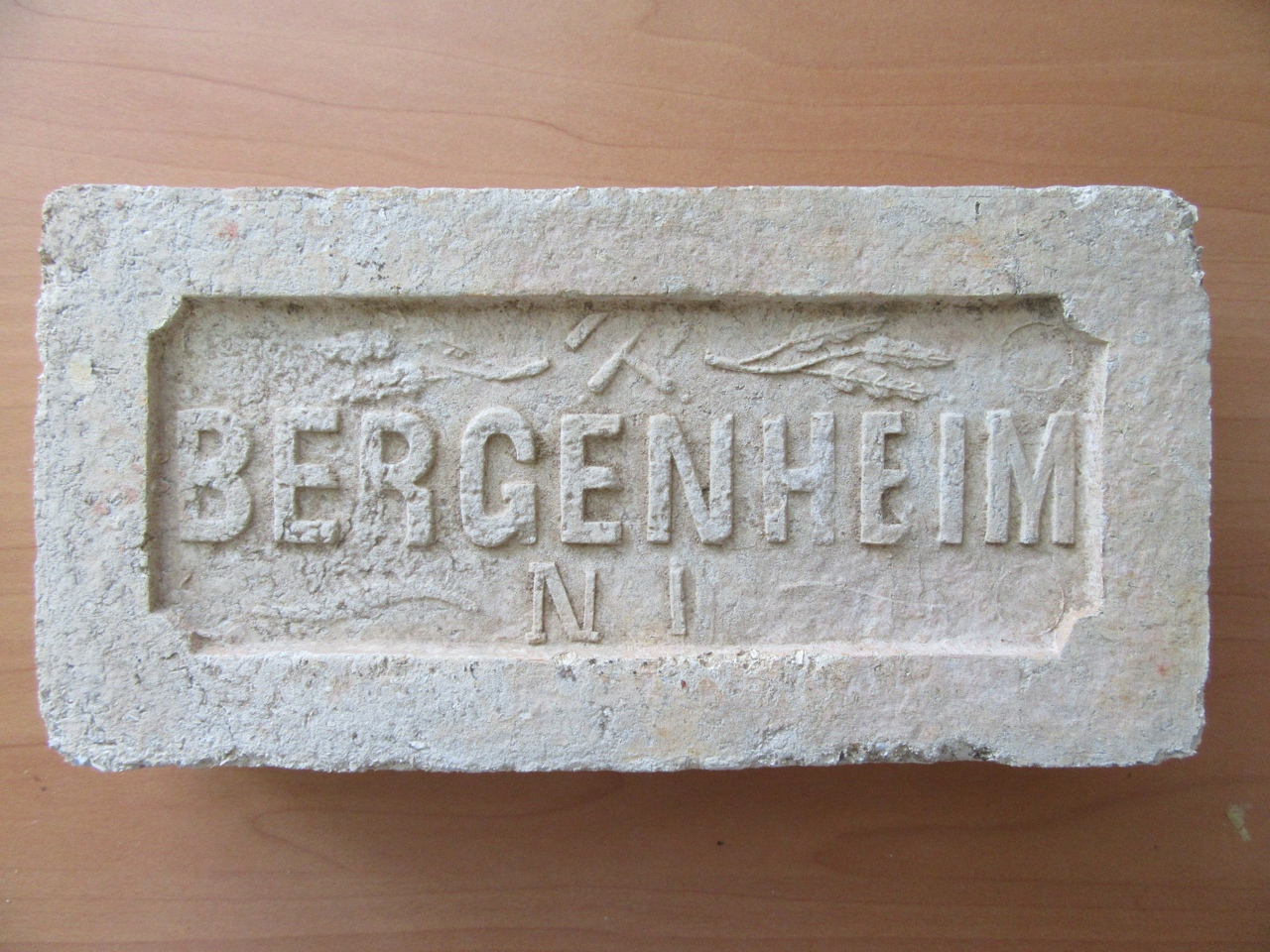
Шамотна цеглина заводу барона Берґенгейма